# Gedeon Brolnicki
Gedeon Brolnicki (* um 1528, Großfürstentum Litauen; † 1618, Polen-Litauen) war unierter Erzbischof von Połock (1601–1618).
Gedeon war orthodoxer Archimandrit des Klosters Ławryszawa (Lauryschawa im heutigen Belarus) und unterschrieb in dieser Funktion die Union von Brest der ruthenischen orthodoxen Kirche mit der römisch-katholischen Kirche im Jahre 1596.
1601 wurde er unierter griechisch-katholischer Erzbischof von Połock. 1618 starb er.